# Brian Oliver (Leichtathlet)
Brian Thomas Oliver (* 26. September 1929; † 20. Oktober 2015) war ein australischer Dreispringer.
1950 siegte er bei den British Empire Games in Auckland mit seiner persönlichen Bestleistung von 15,61 m. Bei den British Empire and Commonwealth Games in Vancouver gewann er Bronze als Teil der australischen Mannschaften in der 4-mal-110-Yards-Staffel und der 4-mal-440-Yards-Staffel. Bei den Olympischen Spielen 1956 in Melbourne schied er in der Qualifikation aus. 1953, 1954 und 1956 wurde Oliver Australischer Meister im Dreisprung und 1953 und 1956 im Weitsprung.